# My Skinny Sister
My Skinny Sister (Min lilla syster) è un film del 2015 diretto da Sanna Lenken.

## Trama
Stella, una bambina di dodici anni timida e insicura, ammira profondamente la sorella maggiore Katja, una talentuosa pattinatrice sul ghiaccio. 
Katja nutre un'ossessione per l'allenamento fisico e per l'alimentazione. Un giorno, le due sorelle vanno a correre; quando Stella si stanca, Katja prosegue lasciandola indietro. Stella si vendica mangiando un uovo che Katja ha messo da parte per sé e, quando la ragazza lo scopre, ha una reazione spropositata. Una notte, Stella sorprende Katja mangiare delle patatine con salsa che erano state buttate nella spazzatura.
Stella, nel tentativo di imitare Katja, pratica pattinaggio artistico pur non essendo portata e inizia a regolare la sua nutrizione. Il giorno del compleanno di Stella, la famiglia va a mangiare in un ristorante e la bambina scopre che Katja si procura il vomito dopo i pasti. Vorrebbe dirlo ai genitori, ma Katja glielo impedisce minacciando di raccontare in giro della sua cotta per Jacob, l'insegnante di pattinaggio.
La salute di Katja peggiora, quindi Jacob la sospende dal pattinaggio, e la ragazza diventa sempre più aggressiva, anche nei confronti di Stella. Dopo aver intravisto l'aspetto scheletrico della sorella, Stella parla della questione con l'infermiera della scuola, la quale le spiega che, se non si prendono provvedimenti, Katja potrebbe morire. Sconvolta, la bambina rivela ai genitori dell'anoressia di Katja.
I genitori parlano con Katja della loro intenzione di farla ricoverare, ma lei li supplica di farla guarire a casa, affermando che il problema non è così grave. La famiglia si ritira per qualche giorno in una baita nel bosco, dove inizialmente le cose sembrano procedere bene, salvo poi precipitare in seguito a una litigata. Stella viene sempre più esclusa dai familiari, che non sanno come affrontare la condizione di Katja, la quale, rassegnatasi ad abbandonare il pattinaggio artistico, ha smesso del tutto di mangiare.
Un giorno, Katja scappa dalla baita dopo che i genitori hanno cercato di costringerla con la forza ad assumere cibo e acqua davanti a Stella. La bambina va a cercare conforto da Jacob, ma se ne va quando lui reagisce male dopo che lei lo ha provato a baciare. Rintraccia Katja mentre si allena strenuamente alla pista di pattinaggio e le scarica addosso tutta la rabbia per la situazione, affermando che non le importa se muore. Katja crolla e Stella la soccorre.
Tempo dopo, Stella e i suoi genitori vanno a trovare Katja, che è in cura in un ospedale. La famiglia cerca di trovare un punto di condivisione e, in particolare, le due sorelle condividono un momento intimo, indicando una possibile ricostruzione del loro legame. Stella esce poi con i suoi amici, con cui ha modo di condividere i suoi veri interessi naturalistici.